# Theodor Evertz
Theodor Evertz (aktiv um 1554) war ein franko-flämischer Komponist der Renaissance.

## Leben und Wirken
Von Theodor Evertz sind bisher keine Lebensdaten bekannt geworden, außer dass er in der Mitte des 16. Jahrhunderts in den damaligen Niederlanden (den heutigen Niederlanden und Belgien zusammen) aktiv war. Es ließ sich bisher auch nicht ermitteln, wo er als Komponist gewirkt hat. Seine Identität ergibt sich nur aus den wenigen von ihm überlieferten Kompositionen. Von ihm sind drei mehrstimmige niederländische Lieder in der Sammlung Dat ierste boeck vanden nieuwe Duitsche liedekens (für drei bis sechs Stimmen) bei dem Verleger Jacob Baethen (Jacobus Bathenius) in Maastricht 1554 im Druck erschienen. Eines der drei Lieder ist darüber hinaus in Löwen bzw. Antwerpen 1572 in der Sammlung Een Duijtsch musijck boeck gedruckt worden. Die den Liedern zugrunde liegenden Texte fallen durch ihre Schlichtheit auf. Nur eins der Lieder, ein Mailied, ist vollständig überliefert.

## Bedeutung
Die von Evertz verwendeten Melodien entstammen sicher der Volksmusik. Die abwechselnd polyphone und homophone Satzweise entspricht dem zeitgenössischen niederländischen Stil für Lieder; dieser Stil ist näher an Heinrich Isaac als an Josquin in einer Zeit, wo Ludwig Senfl der herausragende Komponist war.

## Werke
- „Ontwaect van slaep nu wij ghij sijt“ zu vier Stimmen, in zwei Überlieferungen
- „O Venus jent aensiet toch mijn torment“ zu vier Stimmen, unvollständig (Sopranstimme fehlt)
- „Schoen lief ic mach vel claeghen“ zu vier Stimmen, unvollständig (Sopranstimme fehlt)